# Andrzej Witkowski (biolog)
Andrzej Jan Witkowski (ur. 20 kwietnia 1947 w Szczytnej, zm. 27 września 2017 we Wrocławiu) – polski biolog, specjalizujący się w ichtiologii, zoologii, nauczyciel akademicki.

## Życiorys
Urodził się w 1947 w Szczytnej, gdzie ukończył szkołę podstawową. Kontynuował naukę w Liceum Ogólnokształcącym im. Bolesława Chrobrego w Kłodzku, które ukończył w 1966. Podjął studia na kierunku biologia na Wydziale Nauk Przyrodniczych Uniwersytetu Wrocławskiego, które ukończył w 1971, otrzymując dyplom z wyróżnieniem magistra biologii ze specjalizacją zoologia. W 1978 uzyskał tytuł naukowy doktora, a w 1984 doktora habilitowanego. W 1990 został mianowany na stanowisko profesora nadzwyczajnego na Uniwersytecie Wrocławskim, a w 1991 otrzymał tytuł profesora.
Pełnił wiele funkcji kierowniczych na swojej macierzystej uczelni. W latach 1987–1990 sprawował funkcję prodziekana ds. dydaktycznych na Wydziale Nauk Przyrodniczych. Od 1990 do 1996 był zastępcą dyrektora oraz kierownikiem (od 1984) Działu Kręgowców Niższych w Muzeum Przyrodniczym. W 1996 objął funkcję prorektora ds. nauczania, którą pełnił do 2002.
Wielokrotnie przebywał na stażach naukowych w Rosji (ZSRR), NRD, RFN, Stanach Zjednoczonych i Izraelu. Brał udział w kilku międzynarodowych kongresach ichtiologicznych. Należał do współorganizatorów i uczestników wyprawy na Szelf Zachodnioafrykański (Senegal, Maroko, Wyspy Kanaryjskie).
Był redaktorem serii „Prace Zoologiczne” AUW, członkiem kolegium redakcyjnego „Przeglądu Zoologicznego”, „Ichthyologia” (Belgrad), oraz popularnych miesięczników „Wiadomości Wędkarskie” oraz „Wędkarz Polski”. Należał do kilku krajowych i zagranicznych towarzystw naukowych (m.in. Polskie Towarzystwo Zoologiczne, Polskie Towarzystwo Hydrobiologiczne, Polskie Towarzystwo Rybackie, Wrocławskie Towarzystwo Naukowe, Fauna and Flora Preservation Society, Canadian Wildlife Federation, World Conservation Union/IUCN – Species Survial Commis-sion). W latach 1987–1991 był wiceprezesem, a od 1991 do 1995 prezesem Polskiego Towarzystwa Zoologicznego. W latach 1993–1996 był członkiem Komitetu Zoologii PAN.
Za swoje badania naukowe otrzymał nagrody indywidualne Ministra Nauki i Szkolnictwa Wyższego (1980) i Ministra Nauki, Szkolnictwa Wyższego i Techniki (1985). Ponadto 26 nagród Rektora Uniwersytetu Wrocławskiego (1971–2017). W 1991 roku odznaczony został odznaką „Zasłużony dla m. Wrocławia i Województwa”, w 1995 odznaczony Złotym Krzyżem Zasługi, a w 1998 medalem i dyplomem „Honorowy Obywatel Kłodzka”. Ponadto otrzymał Srebrną, Złotą oraz Złotą z Wieńcami Odznakę Polskiego Związku Wędkarskiego. Był odznaczony Krzyżem Kawalerskim Orderu Polonia Restituta, otrzymał Medal „Zasłużony dla Ochrony Środowiska i Gospodarki Wodnej” oraz Medal „Zasłużony dla Rolnictwa”.
Był żonaty z biochemiczką dr hab. Danutą Witkowską. Jego córką jest biotechnolożka dr hab. Anna Dąbrowska, synem dr Przemysław Witkowski – poeta, historyk myśli politycznej, lewicowy dziennikarz i publicysta.

## Dorobek naukowy
Zainteresowania naukowe prof. Witkowskiego skupiały się na ichtiologii i w szczególności dotyczyły biologii i ekologii, ryb łososiowatych, faunistyki, systematyki, zoogeografii oraz ochrony słodkowodnych ryb Europy. Był autorem lub współautorem 345 prac opublikowanych w czasopismach zagranicznych oraz krajowych, w tym 2 książek, 22 rozdziałów w książkach (w tym 5 wydanych za granicą), 129 prac oryginalnych, 72 artykułów przeglądowych, 6 recenzji książek, 72 komunikatów i abstraktów na konferencjach krajowych, jak i zagranicznych oraz 41 artykułów popularnonaukowych. Do jego najważniejszych publikacji należą:
- A taxonomic study on fresh-water Sculpins of genus Cottus Linnaeus, 1758 (Cottus gobio L. and Cottus poecilopus Heck.) in Poland, wyd. UWr, Wrocław 1979.
- Lipień, wyd. PWRiL, Warszawa 1984.
- Przyroda Parku Narodowego Gór Stołowych, wyd. PNGS, Kudowa-Zdrój 2008 (redaktor).